# Исмайлов, Энвер Алекпер оглы
Энвер Алекпер оглы Исмайлов (азерб. Ənvər Ələkbər oğlu İsmayılov; 10 апреля 1916, Тифлис — 25 апреля 1988, Баку) — азербайджанский и советский архитектор, государственный деятель. Заслуженный инженер Азербайджанской ССР (1962). Член правления Союза архитекторов СССР. Кавалер Ордена Трудового Красного Знамени (1966), лауреат Премии Совета Министров СССР (1972).

## Биография
Родился 10 апреля 1916 года в городе Тифлис. В 1928—1933 годах обучался в Наримановском техникуме (Баку). Позже продолжил обучение на архитектурно-строительном факультете Азербайджанского Индустриального института им. М. Азизбекова.
Начал трудовую деятельность в проектном институте «Азгоспроект» в должности архитектора. Быстро поднимаясь по карьерной лестнице, уже через несколько лет занял должность главы отдела института.
С 1942 по 1944 — начальник Управления Народного Комиссариата жилищно-коммунального хозяйства.
Вернувшись в «Азгоспроект», в 1951 году был назначен главой проектного института.
С 1951 по 1953 — начальник Управления по делам архитектуры при Совете Министров АзССР.
На протяжении короткого промежутка времени занимал пост заместителя министра жилищно-коммунального хозяйства Азербайджанской ССР. С 1 декабря 1953 года по 14 октября 1955 года работал на руководящих должностях в Управлении по делам архитектуры при Совете Министров АзССР.
В период с октября 1955 года по июнь 1957 года занимал должность заместителя председателя Государственного комитета строительства и архитектуры при Совете Министров АзССР. С июня 1957 по январь 1958 года выполнял обязанности заместителя министра строительства АзССР.
С 16 января 1958 года до последних дней жизни занимал пост первого заместителя председателя Государственного комитета по делам строительства АзССР.

## Основные работы
Автор многочисленных работ в Баку и других городах Азербайджана. Под его руководством в 1947—1952 годах спроектированы жилые дома на Московском проспекте (ныне проспект Гейдара Алиева), угол Ага Нейматуллы и дом на улице Низами (возле театра им. Рашида Бейбутова), здание Нахчыванского Государственного Драматического театра на 600 зрительских мест (1949—1952), здание Бакинского Комитета Азербайджанской коммунистической партии (1951—1956), многоквартирный жилой дом на улице Низами 73 (1955, рядом с ISR Plaza), памятник Хуршудбану Натаван (1959, в соавторстве с Фаиной Леонтьевой, скульптор — Омар Эльдаров), памятник поэту М. А. Сабиру (1958, в соавторстве с Г. Ализаде, скульптор Джалал Гаръягды), Административное здание (ныне здание исполнительной власти) в городе Гянджа (1961), бюст Наримана Нариманова в городе Сумгаит (1964, в соавторстве с Фаиной Леонтьевой, скульптор — Мир-Али Мир-Касимов), здание Бакинского Государственного Цирка (1967, в соавторстве с Фаиной Леонтьевой), станция «Нефтчиляр» Бакинского метрополитена (1972, в соавторстве с Фаиной Леонтьевой), памятник Джалилу Маммедгулузаде в Нахчыване (1974 год, скульптор Мир-Али Мир-Касимов).

## Личная жизнь
Родился в многодетной семье (в семье было 6 братьев). Старший брат, Гейдар Исмаилов — литератор-ученый, автор либретто к опере Узеира Гаджибекова «Кероглы», Габиб Исмаилов — известный режиссёр.

## Награды и звания
- Заслуженный инженер Азербайджанской ССР (1962)
- Орден трудового красного знамени (1966)
- Юбилейная медаль за доблестный труд во ознаменование 100-летия со дня рождения В. И. Ленина (1970)
- Премия Совета Министров СССР (1972)
- Почетная медаль «Ветеран труда» (1987)
- Грамота Союза Архитекторов СССР
- Неоднократно награждён грамотами Президиума Верховного Совета АзССР
- Также награждён многими другими наградами партии и правительства СССР.

## Монографии
- Ə. İsmayılov — Azərbaycan SSR şəhərlərin plan quruluşu. (1974)